# Brian Keith
Brian Keith (Robert Alba Keith, n. 14 noiembrie 1921, Bayonne⁠(d), New Jersey, SUA – d. 24 iunie 1997, Malibu, California, SUA) a fost un actor american de film, televiziune și scenă. Cu o cariera sa de șase decenii, a devenit cunoscut pentru roluri în filme ca de exemplu Capcană pentru părinți (The Parent Trap, 1961); Johnny Shiloh (1963); comedia Vin rușii, vin rușii! (1966) sau filmul epic de război Leu în deșert (The Wind and the Lion, 1975), în care l-a portretizat pe președintele Theodore Roosevelt.

## Filmografie

### Film
- Pied Piper Malone (1924) - Little Boy
- The Other Kind of Love (1924) - Child (nemenționat)
- Knute Rockne, All American (1940) - Student at Train Station (nemenționat)
- Portrait of Jennie (1948) - Ice-Skating Extra (nemenționat)
- Fourteen Hours (1951) - Extra (uncredited)
- Arrowhead (1953) - Capt. Bill North
- Alaska Seas (1954) - Jim Kimmerly
- Jivaro (1954) - Tony
- The Bamboo Prison (1954) - Cpl. Brady
- The Violent Men (1955) - Cole Wilkison
- Tight Spot (1955) - Vince Striker
- 5 Against the House (1955) - Brick
- Storm Center (1956) - Paul Duncan
- Nightfall (1956) - John
- Run of the Arrow (1957) - Capt. Clark
- Dino (1957) - Larry Sheridan
- Chicago Confidential (1957) - Dist. Atty. Jim Fremont
- Appointment with a Shadow (1957) - Lt. Spencer
- Hell Canyon Outlaws (1957) - Happy Waters
- Fort Dobbs (1958) - Clett
- Violent Road (1958) - Mitch Barton
- Desert Hell (1958) - Capt. Robert Edwards
- Sierra Baron (1958) - Jack McCracken
- Villa!! (1958) - Bill Harmon
- The Young Philadelphians (1959) - Mike Flanagan
- Ten Who Dared (1960) - William 'Bill' Dunn
- The Deadly Companions (1961) - Yellowleg
- The Parent Trap (1961) - Mitch Evers
- Moon Pilot (1962) - Maj. Gen. John M. Vanneman
- Savage Sam (1963) - Uncle Beck Coates
- The Raiders (1963) - John G. McElroy / Narrator
- A Tiger Walks (1964) - Sheriff Pete Williams
- The Pleasure Seekers (1964) - Paul Barton
- Those Calloways (1965) - Cam Calloway
- The Hallelujah Trail (1965) - Frank Wallingham
- The Rare Breed (1966) - Bowen
- Nevada Smith (1966) - Jonas Cord
- The Russians Are Coming, the Russians Are Coming (1966) - Police Chief Link Mattocks
- Way...Way Out (1966) - Gen. 'Howling Bull' Hallenby
- Reflections in a Golden Eye (1967) - Lt. Col. Morris Langdon
- With Six You Get Eggroll (1968) - Jake Iverson
- 1969 La est de Java (Krakatoa, East of Java), regia Bernard L. Kowalski : Connerly
- Gaily, Gaily (1969) - Francis Sullivan
- Suppose They Gave a War and Nobody Came? (1970) - Officer Michael M. Nace
- The McKenzie Break (1970) - Capt. Jack Connor
- Scandalous John (1971) - John McCanless
- Something Big (1971) - Col. Morgan
- The Yakuza (1975) - George Tanner
- The Wind and the Lion (1975) - President Theodore Roosevelt
- Joe Panther (1976) - Capt. Harper
- Nickelodeon (1976) - H.H. Cobb
- Hooper (1978) - Jocko
- Meteor (1979) - Dr. Dubov
- The Mountain Men (1980) - Henry Frapp
- Charlie Chan and the Curse of the Dragon Queen (1981) - Police Chief
- Sharky's Machine (1981) - Papa
- Death Before Dishonor (1987) - Col. Halloran
- Young Guns (1988) - Buckshot Roberts
- After the Rain (1988)
- Lady in a Corner (1989) - David Henderson
- Welcome Home (1989) - Harry Robins
- Wind Dancer (1993) - Truman Richards
- Entertaining Angels: The Dorothy Day Story (1996) - Cardinal
- The Second Civil War (1997) - Maj. Gen. Charles Buford
- Walking Thunder (1997) - Narrator (voice)
- Rough Riders (1997) - President President William McKinley
- Follow Your Heart (1999) - Roddy Thompson (ultimul rol de film)

### Televiziune
- Suspense (CBS, "Set-Up for Death" (1949), cu John Marley & Brian Keith)[8]
- Police Story (CBS, gazdă)
- Tales Of Tomorrow: Appointment On Mars (1952) Serial TV (ca Robert Keith, Jr.)
- Target: The Corruptors! (ABC, gazdă)
- Sam Benedict (NBC, gazdă)
- Crusader (CBS, 1955–56; 52 episoade în rol principal) - Matt Anders
- The Westerner (NBC, 1960) - Dave Blassingame
- Alfred Hitchcock Presents (Cell 227) 1960
- Outlaws (NBC, 1961–62; 2 episoade - gazdă) - Sven Johannsen / Jim Whipple
- The Untouchables ("The Jamaica Ginger Story") (1961) - Jim Martinson
- Alfred Hitchcock Hour: "Night of the Owl" (CBS, 1962) - Vernon Wedge / Herbert Morrison / Dave Rainey / Arnold Shawn
- The Virginian ("Duel at Shiloh") (1963) - Johnny Wade
- Wagon Train (1963, 2 episoade - gazdă) - First Sgt. Gault / Tom Tuesday
- Fear in a Desert City (Pilot for The Fugitive) (1963) - Edward Welles
- Kraft Suspense Theatre: "A Cause of Anger" S1/Ep 19 (NBC, 1964) - Andy Bastian
- The Tenderfoot (1964), miniserie de televiziune în trei părți de comedie Western pentru Walt Disney's Wonderful World of Color
- Family Affair (CBS, 1966–71) - Unchiul Bill Davis
- Password (CBS, 1966) - Rolul său, Game Show Contestant /  gazdă
- The Bull of the West (film TV, 1972) - Johnny Wade (imagini de arhivă)
- The Brian Keith Show (NBC, 1972–74) - Dr. Sean Jamison
- The Zoo Gang (ITV, 1974) - Steven 'The Fox' Halliday
- Archer (NBC, six episodes, 1975) - Lew Archer
- The Loneliest Runner (NBC, 1976) - Arnold Curtis
- In the Matter of Karen Ann Quinlan (film TV, 1977) - Joe Quinlan
- How the West Was Won (inițial denumit The Macahans) (ABC, 1977) - General Stonecipher
- Centennial (NBC, 1978–79) - Sheriff Axel Dumire
- The Seekers  (1979) - Elijah Weatherby
- The Chisholms (CBS, 1979) - Andrew Blake
- World War III (miniserial) - Soviet premiere
- Cry for the Strangers (film TV, 1982) - Chief Whalen
- Hardcastle and McCormick (ABC, 1983–86) - Judge Milton C. Hardcastle
- The Murder of Sherlock Holmes (Pilot for Murder, She Wrote) (CBS, 1984) - Caleb McCallum
- The B.R.A.T. Patrol (Disney Made for film TV ABC, 1986)
- Pursuit of Happiness (ABC, 1987) - Prof. Roland G. Duncan
- Perry Mason: The Case of the Lethal Lesson (CBS, 1989) - Frank Wellman Sr.
- Heartland (CBS, 1989) - B.L. McCutcheon
- The Young Riders: "Star Light, Star Bright" (ABC, 1991) - Cyrus Happy
- Walter & Emily (NBC, 1991–92) - Walter Collins
- Evening Shade: "Chip Off the Old Brick" (CBS, 1991–94)
- The Streets of Beverly Hills (pilot) ABC (1992)
- Major Dad: "The People's Choice; parts I & II" (sezonul 4, episoade 1 & 2) (CBS, 1992) - Jake MacGillis
- Star Trek: Deep Space Nine: "Progress" (syndicated, 1993) - Mullibok
- Spider-Man (1995) - Uncle Ben (voce)
- The Commish: "The Iceman Cometh" (ABC, 1994) - Phil 'Iceman' Greene / Lou Parslow
- Cybill: "Who's Who for What's His Name?" (sezonul 2, episodul 16)  (CBS, 1996) - Arthur Minnow
- Pacific Blue: "First Shoot" (sezonul 1, episodul 2) (USA, 1996) - Mac McNamara
- Touched by an Angel (CBS, 1996) - Leonard Pound
- Walker, Texas Ranger: "Ghost Rider" (sezonul 5, episodul 3)  (CBS, 1996) - Del Forman
- Duckman: "Kidney, Popsicle, and Nuts" (sezonul 4, episodul 18) (USA, 1997) - Duckman's Father (voce)

### Jocuri video
- Under a Killing Moon (1994) -  Colonelul (voce)

## Teatru
- Heyday (1946)
- Mr. Roberts - First Mate (c. 1950 as Robert Keith, Jr.)
- Darkness at Noon (1951)
- Da (1978)